# Cassia retusa
Cassia retusa är en ärtväxtart som beskrevs av Julius Rudolph Theodor Vogel. Cassia retusa ingår i släktet Cassia och familjen ärtväxter. Inga underarter finns listade i Catalogue of Life.